# Music Bank
Pour l'émission de télévision sud-coréenne, voir Music Bank (émission de télévision).
Albums de Alice in Chains
Nothing Safe : Best of the Box
(1999) Live
(2000)
Singles
1. Fear the Voices
Sortie : octobre 1999

Music Bank est une compilation sortie sous forme de box set du groupe de rock américain Alice in Chains. Elle est sortie le 26 octobre 1999 sur le label Columbia Records et a été produit par le groupe et Peter Fletcher.

## Présentation
Cette compilation regroupe 48 titres répartis sur trois compact disc, dont douze titres inédits où dans des versions inédites. On y trouve notamment plusieurs titres des débuts du groupe dans leurs version en démo. En 1998, Layne Staley rejoignit le reste du groupe pour enregistrer deux titres, Get Born Again et Died. Ces deux titres étaient à l'origine destinés à figurer sur le deuxième album solo de Jerry Cantrell, Degradation Trip.
Fear the Voices, une chanson provenant des sessions d'enregistrement de l'album Dirt mais restée inédite, servira comme single de promotion du coffret. Elle se classa à la 11e place du classement Mainstream Rock Tracks du Billboard Magazine aux États-Unis.
Ce coffret se classa à la 123e place du Billboard 200 américain.

## Liste des titres

### Disque 1
| No  | Titre                     | Auteur                        | Provenance                           | Durée |
| --- | ------------------------- | ----------------------------- | ------------------------------------ | ----- |
| 1.  | Get Born Again            | Jerry Cantrell, Layne Staley  | Nothing Safe : Best of the Box, 1999 | 5:24  |
| 2.  | I Can't Have You Blues    | Cantrell                      | démo de 1988 - titre inédit          | 4:01  |
| 3.  | Watcha Gonna Do           | Cantrell Staley               | démo de 1988 - titre inédit          | 2:54  |
| 4.  | Social Parasite           | Cantrell                      | démo de 1988 - titre inédit          | 4:22  |
| 5.  | Queen of the Rodeo (Live) | Staley, Jett Silver           | titre inédit                         | 4:39  |
| 6.  | Bleed the Freak           | Cantrell                      | démo de 1988 - titre inédit          | 3:32  |
| 7.  | Killing Yourself          | Cantrell, Staley              | démo de 1988 - titre inédit          | 2:38  |
| 8.  | We Die Young              | Cantrell                      | Facelift, 1990                       | 2:32  |
| 9.  | Man in the Box            | Cantrell, Staley              | Facelift, 1990                       | 4:46  |
| 10. | Sea of Sorrow             | Cantrell                      | démo de 1988 - titre inédit          | 5:20  |
| 11. | I Can't Remember          | Cantrell, Staley              | Facelift, 1990                       | 3:43  |
| 12. | Love, Hate, Love          | Cantrell, Staley              | Facelift, 1990                       | 6:26  |
| 13. | It Ain't Like That        | Cantrell, Staley, Sean Kinney | Facelift, 1990                       | 4:38  |
| 14. | Confusion                 | Cantrell, Staley, Mike Starr  | Facelift, 1990                       | 5:44  |
| 15. | Rooster                   | Cantrell,                     | démo de 1988 - titre inédit          | 5:47  |
| 16. | Right Turn                | Cantrell                      | Sap Ep, 1992                         | 3:14  |
| 17. | Got Me Wrong              | Cantrell                      | Sap Ep, 1992                         | 4:10  |

### Disque 2
| No  | Titre           | Auteur                         | Provenance               | Durée |
| --- | --------------- | ------------------------------ | ------------------------ | ----- |
| 1.  | Rain When I Die | Cantrell, Staley, Kiney, Starr | Dirt, 1992               | 6:02  |
| 2.  | Fear the Voices | Cantrell, Staley, Starr        | titre inédit             | 4:58  |
| 3.  | Them Bones      | Cantrell                       | Dirt, 1992               | 2:29  |
| 4.  | Dam the River   | Cantrell                       | Dirt, 1992               | 3:09  |
| 5.  | Sickman         | Cantrell, Staley               | Dirt, 1992               | 5:30  |
| 6.  | Rooster         | Cantrell                       | Dirt, 1992               | 6:14  |
| 7.  | Junkhead        | Cantrell, Staley               | démo 1991 - titre inédit | 5:11  |
| 8.  | Dirt            | Cantrell, Staley               | Dirt, 1992               | 5:17  |
| 9.  | Godsmack        | Cantrell, Staley               | Dirt, 1992               | 3:51  |
| 10. | Iron Gland      | Cantrell                       | Dirt, 1992               | 0:43  |
| 11. | Angry Chair     | Staley                         | Dirt, 1992               | 4:47  |
| 12. | Lying Season    | Cantrell, Staley               | titre inédit             | 3:21  |
| 13. | Would?          | Cantrell                       | Dirt, 1992               | 3:28  |
| 14. | Brother         | Cantrell                       | Sap Ep, 1992             | 4:27  |
| 15. | Am I Inside     | Cantrell, Staley               | Sap Ep, 1992             | 5:08  |
| 16. | I Stay Away     | Cantrell, Staley, Mike Inez    | Jar of Flies, 1994       | 4:14  |
| 17. | No Excuses      | Cantrell                       | Jar of Flies, 1994       | 4:16  |

### Disque 3
| No  | Titre                        | Auteur                         | Provenance                               | Durée |
| --- | ---------------------------- | ------------------------------ | ---------------------------------------- | ----- |
| 1.  | Down in a Hole               | Cantrell                       | Dirt, 1992                               | 5:38  |
| 2.  | Hate to Feel                 | Staley                         | Dirt, 1992                               | 5:16  |
| 3.  | What the Hell Have I (Remix) | Cantrell                       | bande-son du film Last Action Hero, 1993 | 3:57  |
| 4.  | A Little Bitter (Remix)      | Cantrell, Staley, Inez, Kinney | bande-son du film Last Action Hero, 1993 | 3:52  |
| 5.  | Grind                        | Cantrell                       | Alice in Chains, 1995                    | 4:45  |
| 6.  | Again (Tattoo of Pain remix) | Cantrell, Staley               | Face-B du single- inédit aux États-Unis  | 4:02  |
| 7.  | Head Creeps                  | Staley                         | Alice in Chains, 1995                    | 6:17  |
| 8.  | God Am                       | Cantrell, Staley, Inez, Kinney | Alice in Chains, 1995                    | 4:07  |
| 9.  | Frogs                        | Cantrell, Staley, Inez, Kinney | Alice in Chains, 1995                    | 8:17  |
| 10. | Heaven Beside You            | Cantrell, Inez                 | Alice in Chains, 1995                    | 5:29  |
| 11. | Nutshell                     | Cantrell, Staley, Inez, Kinney | MTV Unplugged, 1996                      | 4:29  |
| 12. | The Killer Is Me             | Cantrell                       | MTV Unplugged, 1996                      | 5:18  |
| 13. | Over Now                     | Cantrell                       | MTV Unplugged, 1996                      | 5:53  |
| 14. | Died                         | Cantrell, Staley               | titre inédit                             | 5:58  |

## Musiciens
Alice in Chains
- Jerry Cantrell: guitares, chant, chœurs
- Layne Staley: chant, guitare Angry Chair, Hate To Feel, Head Creeps, Died
- Sean Kinney: batterie, percussions
- Mike Starr: basse (disc 1: titre 2 à 17, disc 2: titres 1 à 15, disc 3: titres 1 & 2)
- Mike Inez: basse (disc 1: titre 1, disc 2: titres 16 & 17, disc 3: titres 3 à 11 et 13 & 14), guitare (disc 3 titre 12)

Invités
- Mark Arm: chant sur Right Turn
- Chris Cornell: chant sur Right Turn
- Ann Wilson: chant sur Am I Inside
- Scott Olson: guitare acoustique (disc 3: titres 11 & 13) basse (disc 3 titre 12)
- Tom Araya: hurlements sur Iron Gland

## Charts
Charts album
| Pays       | Durée du classement | Meilleur classement |
| ---------- | ------------------- | ------------------- |
| États-Unis | 1 semaine           | 123e                |

Charts singles
| Année      | Single          | Chart                  | Position |
| ---------- | --------------- | ---------------------- | -------- |
| 30/10/1999 | Fear the Voices | Mainstream Rock Tracks | 11e      |